# Sigurður Einarsson (Wirtschaftswissenschaftler)
Sigurður Einarsson (* 19. September 1960 in Reykjavík) ist ein isländischer Wirtschaftswissenschaftler, Unternehmer und war Aufsichtsrat-Chef der isländischen Kaupthing Bank.

## Leben
Sigurður Einarsson ist der Sohn von Einar Ágústsson und dessen Frau Þórunn Sigurðardóttir. Er graduierte in Wirtschaftswissenschaften an der Universität Kopenhagen im Jahr 1987. Von 1982 bis 1988 war er bei Den Danske Bank und der Industrial Bank, bis er bis 1994 zur Íslandsbanki kam. Er lehrte von 1993 bis 1997 an der University of Iceland und saß  im Vorstand der Isländischen Börse (ICEX). 1994 kam er zu Kaupthing und wurde ihr Vorstandsvorsitzender und  Vorsitzender des Aufsichtsrates bis 2008. Er wird von der Interpol wegen des Verdachts der Fälschung gesucht.